# Бенджамін Горка
Бенджамін Горка (нім. Benjamin Gorka, нар. 15 квітня 1984, Маннгейм) — німецький футболіст, що грав на позиції захисника.

## Клубна кар'єра
| Клуб             | Клуб                  | Клуб             | Найвища ліга | Найвища ліга |
| Роки             | Клуб                  | Ліга             | Ігри         | Голи         |
| Німеччина        | Німеччина             | Німеччина        | Ліга         | Ліга         |
| ---------------- | --------------------- | ---------------- | ------------ | ------------ |
| 2005–06          | «Зандгаузен»          | Регіональна ліга | 21           | 1            |
| 2006–07          | «Айнтрахт (Трір)»     | Бундесліга 3     | 6            | 0            |
| 2007             | «Зонненгоф Гросашпах» | Регіональна ліга | 18           | 1            |
| 2008–09          | «Гамбург II»          | Регіональна ліга | 30           | 2            |
| 2009–10          | «Вакер (Бургхаузен)»  | Бундесліга 3     | 31           | 4            |
| 20010-11         | «Оснабрюк»            | Бундесліга 2     | 5            | 0            |
| 2011             | «Аален»               | Регіональна ліга | 2            | 0            |
| 2012–2017        | «Дармштадт 98»        | Бундесліга       | 87           | 3            |
| Загалом          | Німеччина             | Німеччина        | 198          | 10           |
| За всієї кар'єри | За всієї кар'єри      | За всієї кар'єри | 198          | 10           |